# Jiřího z Poděbrad (stație de metrou din Praga)

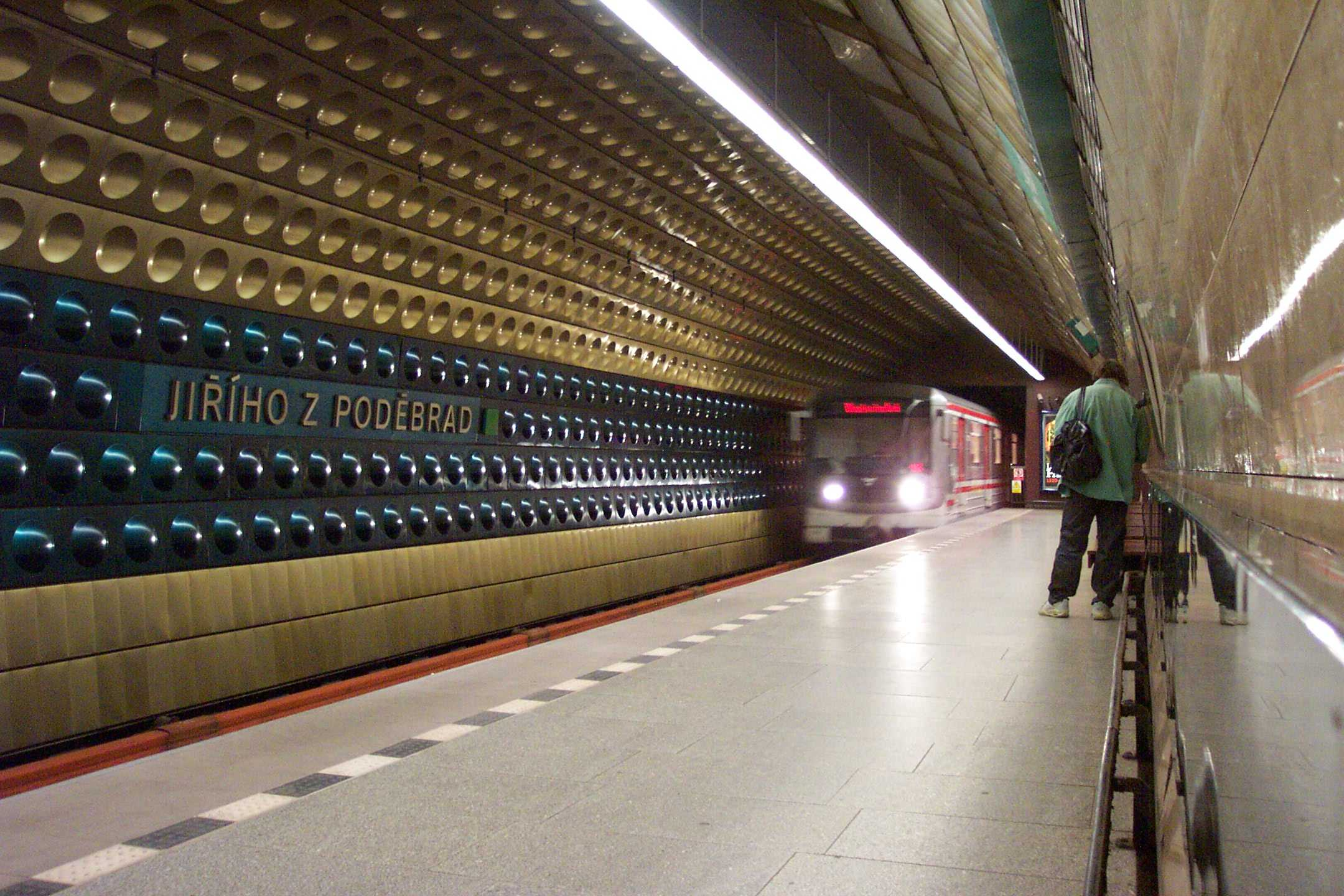
Staţia Jiřího z Poděbrad

Jiřího z Poděbrad este o stație a metroului din Praga, situată pe linia A. Stația a fost deschisă pe 19 decembrie 1980.